# 冰見線
冰見線（日语：／ Himi sen */?）是一條連結日本富山縣高岡市的高岡站至同縣冰見市的冰見站，屬於西日本旅客鐵道（JR西日本）的鐵路線（地方交通線）。

## 概要
本線為由愛之風富山鐵道線（原北陸本線）分離出來，沿富山灣營運的地方路線。
本線在高岡站－能町站間和萬葉線高岡軌道線並行，並在能町站分離出日本貨物鐵道（JR貨物）持有的新湊線。JR貨物的貨運列車會在高岡站－伏木站間運行。
全線由JR西日本金澤支社北陸廣域鐵道部管轄。
2023年7月，富山縣、沿線的兩個自治體（高岡市、冰見市）、JR西日本及愛之風富山鐵道等召開了「城端線・冰見線重組計劃」會議，經過五輪會議後，最終達成了共識，日後將會連同城端線一併交由愛之風富山鐵道營運。12月28日，有關共識送呈至國土交通省，並於2024年2月8日獲國土交通省認定，預計2029年度執行。至於一直有意見要求冰見、城端兩線直通運轉化，則有望於2034年度前落實。
2025年5月16日，在新一期「城端線與冰見線重組座談會」中，公布了當轉換經營權後，將會更換現有列車，轉為採用混合動力車輛行駛。列車由曾為相模鐵道12000系、20000系及21000系列車設計內裝的設計師鈴木啟太負責。另外，也將轉換經營權時間提早一年，即2028年度末時實行。

### 路線資料
- 管轄、路線距離（營業距離）：
  - 西日本旅客鐵道（第一種鐵道事業者）：
    - 高岡站－冰見站間 16.5公里

  - 日本貨物鐵道（第二種鐵道事業者）：
    - 高岡站－伏木站間（7.3公里）
- 軌距：1,067毫米
- 站數：8個（包括起終點站）
  - 若只限屬於冰見線的車站，排除屬於城端線[5]（至2015年3月13日為止屬於北陸本線[6]）的高岡站則為7個[5]。
- 複線路段：沒有（全線單線）
- 電氣化路段：沒有（全線非電氣化（日语：非電化））
- 閉塞方式：特殊自動閉塞式（軌道回路檢知式）
- 運轉指令所（日语：運転指令所）：金澤綜合指令所（北陸廣域鐵道部高岡CTC）
- 最高速度：85公里/小時
- 平均通過人員（平成27年度）：2,582人/日[7]

## 使用列車
本線的客運列車主要使用KiHa 40系柴聯車營運。原則上平常時以單節列車營運，而通勤繁雜時段則使用2-4節車廂營運。
本線上的貨運列車和高山本線共用所屬於愛知機關區的DD200型柴電機車，從本線牽引至富山貨物總站時不需更換車頭。

## 車站列表
- ◇：貨物處理站（沒有定期貨物列車發着）
- 旅客列車全部都是普通列車（停靠所有車站）
- 軌道（全線單線） … ◇、∨：可列車交會，｜：不可列車交會
- 所有車站都位於富山縣內

| 中文站名 | 日文站名 | 英文站名 | 站間營業距離 | 累計營業距離 | 接續路線                                                                                   | 軌道 | 所在地 |
| -------- | -------- | -------- | ------------ | ------------ | ------------------------------------------------------------------------------------------ | ---- | ------ |
| 高岡     |          |          | -            | 0.0          | 西日本旅客鐵道：城端線 愛之風富山鐵道：愛之風富山鐵道線 萬葉線：高岡軌道線（高岡站停留場） | ∨    | 高岡市 |
| 越中中川 |          |          | 1.7          | 1.7          |                                                                                            | ｜   | 高岡市 |
| 能町◇    |          |          | 2.4          | 4.1          | 日本貨物鐵道：新湊線（貨物線）                                                             | ◇    | 高岡市 |
| 伏木◇    |          |          | 3.2          | 7.3          |                                                                                            | ◇    | 高岡市 |
| 越中國分 |          |          | 1.7          | 9.0          |                                                                                            | ｜   | 高岡市 |
| 雨晴     |          |          | 1.9          | 10.9         |                                                                                            | ◇    | 高岡市 |
| 島尾     |          |          | 2.6          | 13.5         |                                                                                            | ｜   | 冰見市 |
| 冰見     |          |          | 3.0          | 16.5         |                                                                                            | ｜   | 冰見市 |

## 外部連結
- YouTube上的富山電視台有關風之風富山鐵道接手城端、冰見兩線的預計安排（2024年8月15日播放），始於9分25秒（日語）